# トワルタップコップ岳
トワルタップコップ岳（トワルタップコップだけ）は、北海道の二海郡八雲町と瀬棚郡今金町にある標高314mの山である。

## 概要
渡島半島の中央を走る渡島山地北部の山で、周囲にはキムンタップコップ岳など比較的標高の低い山々が連なる。山名はアイヌ語で遊楽部川支流であるトワルベツ川の源頭である「タップコップ（こぶ山）」が由来であり、「トワルベツ」は「温泉・川」が語源とされるもののトワルベツ川には温泉が見つかっていない。
主に残雪期に登られる山で、今金町側の奥沢地区から林道を進んだ後にサックルベツ川右岸側の尾根を登って山頂へ行くのがメインルートである。